# Slovenija na Zimskih olimpijskih igrah 2014 - hokej na ledu
Slovenija je na hokejskem turnirju Zimskih olimpijskih iger 2014, ki so potekale med 7. in 23. februarjem 2014 v Sočiju, z dvema zmagama in tremi porazi osvojila končno sedmo mesto v svojem prvem olimpijskem nastopu pod vodstvom selektorja Matjaža Kopitarja in pomočnika selektorja Nika Zupančiča. V predtekmovanje je izgubila z rusko in ameriško reprezentanco ter premagala slovaško, v kvalifikacijski tekmo za četrtfinale premagala avstrijsko reprezentanco ter v četrtfinalu izgubila proti švedski. Najučinkovitejši slovenski hokejist je bil Žiga Jeglič s štirimi točkami, dosegel je tudi prvi gol za slovensko reprezentanco na olimpijskih igrah. 

## Postava
| Št. | Pol. | Hokejist            | Višina (cm) | Teža (kg) | Starost (datum rojstva)     | Kraj rojstva | Klub                       |
| --- | ---- | ------------------- | ----------- | --------- | --------------------------- | ------------ | -------------------------- |
| 1   | G    | Andrej Hočevar      | 183         | 83        | 29 let (21. november 1984)  | Ljubljana    | Dauphins d'Épinal          |
| 4   | D    | Andrej Tavželj      | 188         | 95        | 29 let (14. marec 1984)     | Jesenice     | Dragons de Rouen           |
| 7   | D    | Klemen Pretnar      | 180         | 82        | 27 let (31. avgust 1986)    | Bled         | VSV                        |
| 8   | F    | Žiga Jeglič         | 185         | 80        | 25 let (24. februar 1988)   | Kranj        | Ingolstadt                 |
| 9   | F    | Tomaž Razingar - C  | 186         | 98        | 34 let (25. april 1979)     | Jesenice     | Troja/Ljungby              |
| 11  | F    | Anže Kopitar - A    | 193         | 103       | 26 let (24. avgust 1987)    | Jesenice     | Los Angeles Kings          |
| 12  | F    | David Rodman        | 185         | 83        | 30 let (10. september 1983) | Jesenice     | Oskarshamn                 |
| 14  | D    | Matic Podlipnik     | 180         | 82        | 21 let (9. avgust 1992)     | Jesenice     | Dukla Jihlava              |
| 15  | D    | Blaž Gregorc        | 190         | 95        | 24 let (18. januar 1990)    | Jesenice     | Pardubice                  |
| 16  | F    | Aleš Mušič          | 176         | 82        | 31 let (28. junij 1982)     | Ljubljana    | HDD Telemach Olimpija      |
| 17  | D    | Žiga Pavlin         | 193         | 97        | 28 let (30. april 1985)     | Kranj        | Troja/Ljungby              |
| 19  | F    | Žiga Pance          | 185         | 89        | 25 let (1. januar 1989)     | Ljubljana    | HC Bolzano                 |
| 22  | F    | Marcel Rodman - A   | 186         | 85        | 32 let (25. september 1981) | Jesenice     | Schwenninger Wild Wings    |
| 24  | F    | Rok Tičar           | 180         | 82        | 24 let (3. maj 1989)        | Jesenice     | Kölner Haie                |
| 26  | F    | Jan Urbas           | 192         | 98        | 25 let (26. januar 1989)    | Ljubljana    | Red Bull München           |
| 28  | D    | Aleš Kranjc         | 182         | 91        | 32 let (29. julij 1981)     | Jesenice     | Kölner Haie                |
| 33  | G    | Robert Kristan      | 182         | 85        | 30 let (4. april 1983)      | Jesenice     | Nitra                      |
| 39  | F    | Jan Muršak          | 180         | 85        | 26 let (20. januar 1988)    | Maribor      | CSKA Moskva                |
| 40  | G    | Luka Gračnar        | 179         | 85        | 20 let (31. oktober 1993)   | Jesenice     | Red Bull Salzburg          |
| 51  | D    | Mitja Robar         | 177         | 86        | 31 let (4. januar 1983)     | Maribor      | Krefeld Pinguine           |
| 55  | F    | Robert Sabolič      | 183         | 90        | 25 let (18. september 1988) | Jesenice     | Ingolstadt                 |
| 71  | F    | Boštjan Goličič     | 183         | 88        | 24 let (12. junij 1989)     | Kranj        | Diables Rouges de Briançon |
| 86  | D    | Sabahudin Kovačevič | 190         | 95        | 27 let (26. februar 1986)   | Jesenice     | Sarjarka Karagandi         |
| 91  | F    | Miha Verlič         | 194         | 86        | 22 let (21. avgust 1991)    | Maribor      | HDD Telemach Olimpija      |
| 92  | F    | Anže Kuralt         | 175         | 80        | 22 let (31. oktober 1991)   | Kranj        | Dauphins d'Épinal          |

## Tekme

### Predtekmovanje
| 13. februar 2014 | Rusija | 5–2 | Slovenija | Bolshoy Ice Dome, Soči |

| Poročilo tekme | Poročilo tekme | Poročilo tekme  | Poročilo tekme                                                          | Poročilo tekme   |
| -------------- | --- | --------------- | ----------------------------------------------------------------------- | ---------------- |
| Začetek: 16:30 | A. Ovečkin (J. Malkin, A. Sjomin) – 1:17 J. Malkin (A. Ovečkin, J. Medvedjev) – 3:54 I. Kovalčuk (J. Malkin, A. Radulov) (PP) – 37:48 V. Ničuškin (A. Tereščenko) – 43:59 A. Belov (N. Nikitin, A. Tereščenko) – 47:53 | (2–0, 1–2, 2–0) | 21:43 – Ž. Jeglič (M. Robar) 38:52 – Ž. Jeglič (R. Sabolič, A. Kopitar) | Gledalci: 11.653 |

| 15. februar 2014 | Slovaška | 1–3 | Slovenija | Bolshoy Ice Dome, Soči |

| Poročilo tekme | Poročilo tekme                           | Poročilo tekme  | Poročilo tekme | Poročilo tekme  |
| -------------- | ---------------------------------------- | --------------- | --- | --------------- |
| Začetek: 12:00 | T. Jurčo (T. Záborský, Z. Chára) – 59:42 | (0–0, 0–0, 1–3) | 43:23 – R. Tičar (Ž. Jeglič, R. Sabolič) (PP) 48:59 – T. Razingar (J. Urbas, M. Rodman) 49:22 – A. Kopitar (J. Muršak) | Gledalci: 7.438 |

| 16. februar 2014 | Slovenija | 1–5 | ZDA | Shayba Arena, Soči |

| Poročilo tekme | Poročilo tekme                          | Poročilo tekme  | Poročilo tekme | Poročilo tekme  |
| -------------- | --------------------------------------- | --------------- | --- | --------------- |
| Začetek: 16:30 | M. Rodman (D. Rodman, J. Urbas) – 59:42 | (0–2, 0–2, 1–1) | 01:04 – P. Kessel (J. Pavelski) 04:33 – P. Kessel (J. Pavelski, B. Orpik) 31:05 – P. Kessel (J. van Riemsdyk, J. Pavelski) 32:17 – R. McDonagh (B. Wheeler, T. Oshie) 43:26 – D. Backes (R. Callahan, D. Brown) | Gledalci: 4.892 |

### Kvalifikacije za četrtfinale
| 18. februar 2014 | Slovenija | 4–0 | Avstrija | Bolshoy Ice Dome, Soči |

| Poročilo tekme | Poročilo tekme | Poročilo tekme  | Poročilo tekme | Poročilo tekme  |
| -------------- | --- | --------------- | -------------- | --------------- |
| Začetek: 12:00 | A. Kopitar (R. Tičar, Ž. Jeglič) (PP) – 05:29 J. Urbas (S. Kovačevič) (SH) – 11:57 S. Kovačevič (D. Rodman, J. Muršak) – 23:21 J. Muršak (D. Rodman) (EN) – 57:02 | (2–0, 1–0, 1–0) |                | Gledalci: 6.821 |

### Četrtfinale
| 19. februar 2014 | Švedska | 5–0 | Slovenija | Bolshoy Ice Dome, Soči |

| Poročilo tekme | Poročilo tekme | Poročilo tekme  | Poročilo tekme | Poročilo tekme  |
| -------------- | --- | --------------- | -------------- | --------------- |
| Začetek: 12:00 | A. Steen (D. Alfredsson, E. Karlsson) (PP) – 18:50 D. Sedin (L. Eriksson) – 41:42 L. Eriksson (N. Bäckström, J. Oduya) – 48:04 C. Hagelin (N. Kronwall, J. Ericsson) – 51:27 C. Hagelin (E. Karlsson) – 56:10 | (1–0, 0–0, 4–0) |                | Gledalci: 7.325 |

## Statistika igralcev

### Vratarji
| #  | Vratar         | OT | OTI | OMIN | PG | PGT  | OUS   | KM |
| -- | -------------- | -- | --- | ---- | -- | ---- | ----- | -- |
| 1  | Andrej Hočevar | 1  | 0   | 0    | 0  | 0,00 | 0,0   | 0  |
| 33 | Robert Kristan | 5  | 4   | 240  | 11 | 2,75 | 91,60 | 0  |
| 40 | Luka Gračnar   | 4  | 1   | 60   | 5  | 5,00 | 82,14 | 0  |

### Drsalci
| #  | Hokejist            | OT | DG | DP | TOČ | KM | +/- | ZG | GIV | GIM | SNG |
| -- | ------------------- | -- | -- | -- | --- | -- | --- | -- | --- | --- | --- |
| 4  | Andrej Tavželj      | 5  | 0  | 0  | 0   | 2  | -2  | 0  | 0   | 0   | 2   |
| 7  | Klemen Pretnar      | 5  | 0  | 0  | 0   | 2  | 0   | 0  | 0   | 0   | 3   |
| 8  | Žiga Jeglič         | 5  | 2  | 2  | 4   | 2  | -2  | 0  | 0   | 0   | 8   |
| 9  | Tomaž Razingar      | 5  | 1  | 0  | 1   | 0  | -3  | 1  | 0   | 0   | 5   |
| 11 | Anže Kopitar        | 5  | 2  | 1  | 3   | 4  | +4  | 1  | 1   | 0   | 6   |
| 12 | David Rodman        | 5  | 0  | 3  | 3   | 0  | +2  | 0  | 0   | 0   | 9   |
| 14 | Matic Podlipnik     | 5  | 0  | 0  | 0   | 0  | -2  | 0  | 0   | 0   | 0   |
| 15 | Blaž Gregorc        | 5  | 0  | 0  | 0   | 2  | -6  | 0  | 0   | 0   | 6   |
| 16 | Aleš Mušič          | 5  | 0  | 0  | 0   | 0  | -3  | 0  | 0   | 0   | 2   |
| 17 | Žiga Pavlin         | 5  | 0  | 0  | 0   | 6  | -2  | 0  | 0   | 0   | 3   |
| 19 | Žiga Pance          | 5  | 0  | 0  | 0   | 0  | -3  | 0  | 0   | 0   | 3   |
| 22 | Marcel Rodman       | 5  | 1  | 1  | 2   | 0  | -1  | 0  | 0   | 0   | 5   |
| 24 | Rok Tičar           | 5  | 1  | 1  | 2   | 0  | -4  | 0  | 1   | 0   | 12  |
| 26 | Jan Urbas           | 5  | 1  | 2  | 3   | 0  | -2  | 0  | 0   | 1   | 13  |
| 28 | Aleš Kranjc         | 5  | 0  | 0  | 0   | 2  | +1  | 0  | 0   | 0   | 12  |
| 39 | Jan Muršak          | 5  | 1  | 2  | 3   | 4  | +1  | 0  | 0   | 0   | 12  |
| 51 | Mitja Robar         | 5  | 0  | 1  | 1   | 2  | -3  | 0  | 0   | 0   | 3   |
| 55 | Robert Sabolič      | 5  | 0  | 2  | 2   | 6  | -1  | 0  | 0   | 0   | 6   |
| 71 | Boštjan Goličič     | 5  | 0  | 0  | 0   | 0  | -3  | 0  | 0   | 0   | 0   |
| 86 | Sabahudin Kovačevič | 4  | 1  | 1  | 2   | 2  | +3  | 0  | 0   | 0   | 7   |
| 91 | Miha Verlič         | 1  | 0  | 0  | 0   | 0  | 0   | 0  | 0   | 0   | 0   |
| 92 | Anže Kuralt         | 0  | 0  | 0  | 0   | 0  | 0   | 0  | 0   | 0   | 0   |